# Harnischia lacteiforceps
Harnischia lacteiforceps är en tvåvingeart som först beskrevs av Jean-Jacques Kieffer 1923.  Harnischia lacteiforceps ingår i släktet Harnischia och familjen fjädermyggor. Inga underarter finns listade i Catalogue of Life.